# Bogusław X de Poméranie
Pour les articles homonymes, voir Bogusław.
Bogusław X de Poméranie, dit le Grand (28/29 mai 1454 - 5 octobre 1523), fils d'Éric II de Poméranie-Wolgast et de Sophie de Poméranie-Słupsk est duc de Poméranie de 1474 à 1523.

## Biographie
En 1474, Bogusław hérite de la Poméranie centrale. À la mort de son oncle Warcisław X, il reçoit également la Poméranie occidentale. Pour la première fois depuis deux cents ans, la Poméranie est gouvernée par un seul homme.
Les relations avec le Brandebourg constituent le principal problème de sa politique extérieure. En 1493, Bogusław se défait du lien de vassalité qui le lie au Brandebourg, au traité de Pyritz, mais il doit en contrepartie reconnaître l'héritage de la Poméranie aux Hohenzollern en cas de disparition de la Maison ducale. Grâce à sa politique de mariages, Bogusław lie sa dynastie avec les maisons princières les plus importantes d'Allemagne du nord et avec la famille royale danoise. Il entretient également de bonnes relations avec le duc Georges de Saxe, parrain de son fils Georges.
En 1497, Bogusław se rend à Innsbruck auprès de l'Empereur Maximilien Ier, où il fait reconnaître officiellement la Poméranie comme fief impérial, ce qui garantit l'indépendance de la Poméranie vis-à-vis du Brandebourg. Le duc se rend ensuite en pèlerinage à Jérusalem. À son retour, il obtient audience du pape à Rome : ce dernier lui donne le droit de nommer les évêques de Cammin, ainsi que les responsables d'autres bénéfices importants en Poméranie.
À son retour en Poméranie, Bogusław entreprend la modernisation de l'administration du duché. Seuls des fonctionnaires obligés aux ducs sont nommés aux postes presque héréditaires des bailliages. Ces fonctionnaires disposent souvent d'une formation universitaire. Un nouvel ordre monétaire avait déjà été introduit en 1489. Durant son règne, il introduit également le droit romain, notamment en matière de fiefs, ce qui oblige la mise par écrit des actes officiels. Il essaie, sans grand succès de réduire le pouvoir des villes. Stralsund qui était presque indépendante demeurera, par exemple, jusqu'au XVIIIe siècle la ville la plus grande de Poméranie. Il établit des résidences dans les vieux châteaux ducaux de Wolgast et de Szczecin, exprimant ainsi son désir de tenir une cour brillante, dans le style de la renaissance allemande.
On sait peu de choses sur les dernières années de sa vie. Il semble avoir mené une vie de débauche et avoir délaissé les affaires gouvernementales. Il obtint toutefois encore la reconnaissance de la Poméranie comme principauté à la diète de Worms, en 1521, et se déplace personnellement à la diète de Nuremberg en 1523 pour défendre les droits de la Poméranie contre les ambitions du Brandebourg. Il ne prend pas part à la Réforme et meurt le 5 octobre 1523.

## Unions et postérité
Le 21 septembre 1477, Bogusław X de Poméranie épouse Marguerite de Brandebourg, fille du prince Frédéric II de Brandebourg, qui lui donne un fils:
- Barnim (X) † jeune

Sa deuxième épouse, Anne Jagellon, fille du roi Casimir IV, qu'il épouse à Szczecin en 1491 lui donne encore 7 enfants :
- Anne de Poméranie (1491/1492 - 25 avril 1550), qui épouse en 1516 le duc Georges Ier de Brzeg
- Georges Ier de Poméranie
- Casimir (VIII) (18 avril 1494 - 19 octobre 1518)
- Élisabeth († avant 1518)
- Sophie (1498 - 1568), qui épouse de le roi Frédéric Ier de Danemark
- Barnim IX de Poméranie (1501 - 1573) duc à Szczecin de 1523 à 1569.
- Otto (IV) (1503 - 1518)

### Sources
- (en) & (de) Peter Truhart, Regents of Nations, K. G Saur Münich, 1984-1988  (ISBN 359810491X), Art. « Pommern/Pomerania (Poln Pomorze): Pom.- Stettin », p.  2441.
- Anthony Stokvis, Manuel d'histoire, de généalogie et de chronologie de tous les États du globe, depuis les temps les plus reculés jusqu'à nos jours, préf. H. F. Wijnman, éditions Brill, Leyde 1890-1893, réédition 1966, volume 3, chapitre VIII « Généalogie des ducs de Poméranie » et tableau généalogique n° 10

- (de) Cet article est partiellement ou en totalité issu de l’article de Wikipédia en allemand intitulé « Bogislaw X. (Pommern) » (voir la liste des auteurs).